# Boufflers
Boufflers település Franciaországban, Somme megyében. Lakosainak száma 115 fő (2022. január 1.). Boufflers Gennes-Ivergny, Tollent, Le Boisle, Gueschart és Vitz-sur-Authie községekkel határos.

## Népesség
A település népességének változása:
| Lakosok száma | 119  | 123  | 125  | 122  | 119  | 116  | 118  | 116  | 115  |
|               | 2013 | 2015 | 2016 | 2017 | 2018 | 2019 | 2020 | 2021 | 2022 |